# Riedern (Zwitserland)
Riedern is een plaats en voormalige gemeente in het Zwitserse kanton Glarus, en maakt sinds 1 januari 2011 deel uit van de gemeente Glarus.
- Gemeinsame Normdatei: 4333486-6
- Historisch woordenboek van Zwitserland: 000782
- Virtual International Authority File: 244711078